# Distrofia muscular congénita de Ullrich
La distrofia muscular congénita de Ullrich es una enfermedad hereditaria grave que provoca debilidad progresiva de los músculos voluntarios. Se clasifica dentro de las distrofias musculares congénitas, las cuales son un subgrupo de las distrofias musculares que se caracterizan por el inicio precoz de los síntomas, generalmente antes de los 2 años de edad.

## Frecuencia
Es una enfermedad muy rara, hasta el año 2008 solo existían 50 diagnósticos confirmados a nivel mundial.

## Síntomas
Los síntomas son de inicio precoz y progresivos. Consisten en debilidad de los músculos voluntarios, contracturas articulares sobre todo en codos y rodillas e hiperlaxitud en las articulaciones de manos y pies. Se asocia también a retraso del desarrollo motor y diferentes complicaciones, como escoliosis e insuficiencia respiratoria como consecuencia de la debilidad muscular. La mayor parte de los pacientes tienen gran dificultad para caminar.

## Herencia y genética
La enfermedad es hereditaria según un patrón autosómico recesivo. La mutación que causa el mal está localizada en alguno de los genes que codifican las cadenas alfa del colágeno VI: COL6A1 del cromosoma 2q37.3, COL6A2 del cromosoma 21q22.3 y COL6A3 del cromosoma 21q22.3. El colágeno VI es una proteína que desempeña un importante papel para permitir la contracción muscular.

## Diagnóstico
Se sospecha por los síntomas y se confirma mediante biopsia muscular y estudios de laboratorio que demuestran mutaciones en alguno de los tres genes de colágeno VI.

## Tratamiento
No existe tratamiento específico que permita curar la afección. Se recomiendo la fisioterapia, prevención de las infecciones pulmonares y soporte respiratorio con ventilación nocturna en fases avanzadas. Se están realizando investigaciones en busca de nuevos procedimientos terapéuticos.